# Ictinus (krater)
Ictinus är en nedslagskrater på planeten Merkurius, med en diameter på ungefär 120 kilometer.
1976 uppkallades kratern efter arkitekten Iktinos.